# James Baker
James Addison Baker III (ur. 28 kwietnia 1930) – amerykański polityk i dyplomata.

## Życiorys
Od 1981 do 1988 r. jedna z kluczowych postaci w administracji Ronalda Reagana, do 1985 r. jako szef personelu Białego Domu, a następnie sekretarz skarbu. Od 1989 do 1992 r. sekretarz stanu USA, a następnie do 1993 r. ponownie szef personelu Białego Domu, w administracji George’a H.W. Busha.
Choć od 1993 r. nie jest już formalnie politykiem, nadal odgrywa znaczącą rolę w amerykańskim życiu politycznym. W 2000 r., jako jeden z najbardziej zaufanych przyjaciół rodziny Bushów, służył jako główny doradca prawny w kampanii wyborczej George’a W. Busha, reprezentując go w procesie prawnym który doprowadził do uznania go za zwycięzcę kontrowersyjnych wyborów w stanie Floryda.
W 2006 r. był jednym z dwóch przewodniczących Irackiej Grupy Studyjnej, powołanej do przebadania amerykańskiego zaangażowania w Iraku.

## Odznaczenia
- Prezydencki Medal Wolności (1991)[1]
- Order Wolności (Kosowo, 2004)[2]